# Cô Thắm về làng (phim truyền hình)
Cô Thắm về làng là một bộ phim truyền hình, ca nhạc được thực hiện bởi DID TV (nay là Vie Channel) do Nguyễn Hoàng Anh làm biên kịch, đạo diễn. Phần Một của phim phát sóng vào lúc 20h00 thứ 7, Chủ Nhật hàng tuần bắt đầu từ ngày 16 tháng 1 năm 2016 và kết thúc vào ngày 7 tháng 2 năm 2016, phần 2 của phim phát sóng vào lúc 20h05 thứ 7, Chủ Nhật hàng tuần bắt đầu từ ngày 10 tháng 1 năm 2017 và kết thúc vào ngày 27 tháng 1 năm 2017, phần 3 của phim được phát sóng vào lúc 20h00 bắt đầu từ ngày 20 tháng 1 năm 2018 và kết thúc vào ngày 11 tháng 2 năm 2018. Phần 4 của phim phát sóng vào lúc 20h00 thứ 2, 3, 4 hàng tuần bắt đầu từ ngày 15 tháng 1 năm 2019 và kết thúc vào ngày 30 tháng 1 năm 2019 trên kênh HTV2 - Vie Channel, Vie Giải Trí và Vie Dramas. Hiện tại phim vẫn còn chiếu lại trên các kênh được nêu trên vào dịp Tết và trên các kênh YouTube của Vie Channel.
Tên của phim được dựa theo bài hát cùng tên của nhạc sĩ Giao Tiên những năm thập niên 70.

## Diễn viên

### Diễn viên chính
- Nhan Phúc Vinh trong vai Cần (phần 1, 2, 4) & Út Kiệm (hoán đổi thân xác trong phần 4)
- Tường Vi trong vai Thắm (vai diễn đáng chú ý trong phim) & Út Đượm (hoán đổi thân xác trong phần 4)
- Jun Phạm trong vai Út Kiệm[4] & Cần (hoán đổi thân xác trong phần 4)
- Sam trong vai Út Đượm & Thắm (hoán đổi thân xác trong phần 4)
- Long Đẹp Trai trong vai Toán
- Hoàng Anh trong vai Chí
- Puka  trong vai Lý
- Hoàng Sơn trong vai Ông Năm
- Thanh Thủy trong vai Bà Năm
- Hoàng Trinh trong vai Bà Út
- Lê Thiện trong vai Bà Tám
- Thụy Mười trong vai Bà Sáu "Hết Sảy"

### Diễn viên phụ

#### Xuất hiện phần 1
- Cao Hoàng trong vai Chú Ben
- Lương Mỹ trong vai Bà Mai
- Hà Phương Thu trong vai Hana

#### Xuất hiện phần 2
- Cao Hoàng trong vai Chú Ben - Hùng (anh em sinh đôi)
- Yaya Trương Nhi trong vai Duyên
- Phi Phụng trong vai Bà Chín Pháo
- Thái Đình Dương trong vai Nguyễn Hữu Hoàng (bạn trai cũ của Duyên)
- Phạm Anh Tuấn trong vai Tú

#### Xuất hiện phần 3
- Lương Thế Thành trong vai Cần (thay thế cho Nhan Phúc Vinh)
- B Trần trong vai Tài
- Chí Tâm trong vai Lộc
- Nhật Cường trong vai Cậu Hai
- Ngân Quỳnh trong vai Bà chủ quán

#### Xuất hiện phần 4
- Thiên Hương trong vai Bà Lan
- Minh Thảo trong vai Hường
- Thanh Hiền trong vai Kiều
- Kiều Ngân trong vai Phương

## Nhạc phim

### Nhạc dạo đầu
- "Cô Thắm về làng" (Sáng tác: Giao Tiên - Trình bày: Long Đẹp Trai)

### Nhạc dạo

#### Phần 1
- Trai tài gái sắc (Mã Thu Giang) (Jun Phạm - Sam)
- Cô Thắm về làng (Giao Tiên) (Long Đẹp Trai)
- Túp lều lý tưởng (Hoàng Thi Thơ) (Jun Phạm - Sam)
- Trót yêu (Ái Phương) (Nhan Phúc Vinh)
- Gặp nhau làm ngơ (Trần Thiện Thanh) (Long Đẹp Trai)
- Chiếc gối ôm (Nguyễn Hồng Thuận) (Nhan Phúc Vinh)
- Thiên duyên tiền định (Trang Dũng Phương & Nguyên Lễ) (Long Đẹp Trai - Tường Vi - Nhan Phúc Vinh)
- Tàu về quê hương (Hồng Vân) (Jun Phạm - Sam)
- Hồn quê (Thanh Sơn) (Tường Vi)
- Chuyện hẹn hò (Trần Thiện Thanh) (Nhan Phúc Vinh)
- Xuân quê tôi (Minh Vy) (Jun Phạm, Nhan Phúc Vinh, Sam, Tường Vi, Long Đẹp Trai, Puka)

#### Phần 2
- Giăng câu (Tô Thanh Tùng) (Long Đẹp Trai - Puka)
- Mùa xuân đầu tiên (Văn Cao) (Tường Vi - Nhan Phúc Vinh)
- Lời tỏ tình ong bướm (Giao Tiên) (Jun Phạm - Sam)
- Hai trái tim vàng (Trịnh Lâm Ngân) (Nhan Phúc Vinh - Yaya Trương Nhi)
- Một lần dang dở (Nhật Ngân) (Tường Vi)
- Kim (Y Vũ) (Jun Phạm - Sam)
- Con cào cào (Khánh Vinh) (Yaya Trương Nhi)
- Lý chim xanh (Cao Văn Lý) (Jun Phạm - Sam)
- Lên chùa cầu duyên (Giao Tiên) (Sam - Tường Vi)
- Anh đi giữ vườn (Minh Vy) (Long Đẹp Trai - Puka)
- Lối về xóm nhỏ (Trịnh Hưng) (Jun Phạm - Sam - Tường Vi - Nhan Phúc Vinh)
- Anh chỉ yêu một người (Nguyễn Văn Chung) (Nhan Phúc Vinh)
- Mùa xuân cưới em (Mặc Thế Nhân) (Long Đẹp Trai - Puka)
- Hào hoa (Giao Tiên) (Jun Phạm - Sam)
- Tết miền Tây (Cao Minh Thu) (Jun Phạm - Sam - Tường Vi)
- Tết đoàn viên (Minh Vy) (Jun Phạm, Nhan Phúc Vinh, Sam, Tường Vi, Long Đẹp Trai, Puka, Hoàng Anh)

#### Phần 3
- Hồ Quảng: Hoàng Mai Long Thanh (Minh Tâm) (Jun Phạm - Sam)
- Gửi về em (Đỗ Thu) (Lương Thế Thành)
- Một lần dang dở (Nhật Ngân) (Jun Phạm - Lương Thế Thành)
- Mối duyên quê (Khánh Băng) (Long Đẹp Trai - Puka)
- Ngày xuân vui cưới (Quốc Anh) (Jun Phạm - Sam - Tường Vi - Lương Thế Thành)
- Nếu chúng mình cách trở (Tú Nhi) (Jun Phạm - Sam)
- Duyên phận (Thái Thịnh) (Thụy Mười)
- Mưa trên quê hương (Minh Châu) (Thụy Mười)
- Đâu có say (Phan Anh) (Jun Phạm - Sam - Tường Vi - Lương Thế Thành)
- Liên khúc những điệu lý mừng xuân (Dân ca Nam Bộ) (Nhóm tứ ca ở hội chợ xuân trong chương trình Xuân Mậu Tuất 2018)
- Đính ước (Giao Tiên) (Tường Vi - Lương Thế Thành)
- Ngày tết quê em (Từ Huy) (Hợp ca)

#### Phần 4[5]
- Lý chim xanh (Cao Văn Lý) (NSƯT Lê Thiện - Hoàng Sơn)
- Đôi ta (Y Vũ) (Hoàng Sơn - Thanh Thủy)
- Hò quãng đám cưới (Nhạc: Dân ca & Lời: Phạm Mai Hân - Hoàng Song Việt) (Nhan Phúc Vinh - Jun Phạm)
- Lý tòng quân (Nhạc: Dân ca Nam Bộ & Lời: Phạm Mai Hân - Hoàng Song Việt) (Minh Thảo)
- Lý mừng xuân (Nhạc: Bạch Mai & Lời: Hoàng Song Việt) (Jun Phạm - Sam - Tường Vi - Nhan Phúc Vinh)
- Hồ quảng: Chiêu quân hạ khúc (Minh Tâm) (NSƯT Lê Thiện - Minh Thảo - Hoàng Anh)
- Lý qua cầu (Nhạc: Dân ca Nam Bộ & Lời: Phạm Mai Hân - Hoàng Song Việt) (Minh Thảo - Hoàng Anh)
- Lý cây bông (Nhạc: Dân ca Nam Bộ & Lời: Phạm Mai Hân - Hoàng Song Việt) (Jun Phạm - Sam)
- Lý con khỉ (Nhạc: Dân ca Nam Bộ & Lời: Phạm Mai Hân - Hoàng Song Việt) (Tường Vi - Nhan Phúc Vinh)
- Lý kéo chài (Nhạc: Dân ca Nam Bộ & Lời: Phạm Mai Hân - Hoàng Song Việt) (Jun Phạm - Sam)
- Lý thầy Tư (Trương Quang Tuấn) (Thụy Mười)
- Ngày tết quê em (Từ Huy) (Hợp ca)

### Nhạc dạo kết
- Đường về quê (Sáng tác: Huỳnh Hiền Năng - Trình bày: Jun Phạm)

## Đón nhận
Sau một tuần đăng lên Youtube, tập một Cô Thắm về làng phần 1 năm 2016 đã cán mốc gần 3 triệu lượt xem. Tất cả khán giả trong và ngoài nước đều đánh giá rất cao về bộ phim.

## Giải thưởng
| Năm  | Giải thưởng     | Hạng mục                                      | Đề cử           | Kết quả   | Tham khảo |
| ---- | --------------- | --------------------------------------------- | --------------- | --------- | --------- |
| 2016 | Ngôi Sao Xanh   | Gương mặt truyền hình triển vọng              | Puka            | Đoạt giải | [ 7 ]     |
| 2016 | Ngôi Sao Xanh   | Nam diễn viên truyền hình được yêu thích nhất | Jun Phạm        | Đoạt giải | [ 7 ]     |
| 2016 | Ngôi Sao Xanh   | Nam diễn viên truyền hình xuất sắc nhất       | Nhan Phúc Vinh  | Đề cử     | [ 7 ]     |
| 2016 | Ngôi Sao Xanh   | Nữ diễn viên truyền hình xuất sắc nhất        | Sam             | Đề cử     | [ 7 ]     |
| 2016 | Ngôi Sao Xanh   | Nữ diễn viên truyền hình xuất sắc nhất        | Tường Vi        | Đề cử     | [ 7 ]     |
| 2016 | Ngôi Sao Xanh   | Phim truyền hình được yêu thích nhất          | Cô Thắm về làng | Đề cử     | [ 7 ]     |
| 2018 | WeChoice Awards | Phim truyền hình được yêu thích               | Cô Thắm về làng | Đề cử     | [ 8 ]     |
| 2019 | Ngôi Sao Xanh   | Phim truyền hình được yêu thích nhất          | Cô Thắm về làng | Đoạt giải | [ 9 ]     |
| 2019 | Ngôi Sao Xanh   | Nam diễn viên truyền hình được yêu thích nhất | Jun Phạm        | Đoạt giải | [ 9 ]     |
| 2019 | Ngôi Sao Xanh   | Gương mặt truyền hình triển vọng              | Minh Thảo       | Đề cử     | [ 9 ]     |
| 2019 | Ngôi Sao Xanh   | Đạo diễn phim truyền hình xuất sắc nhất       | Võ Thạch Thảo   | Đề cử     | [ 9 ]     |
| 2019 | Ngôi Sao Xanh   | Nữ diễn viên truyền hình xuất sắc nhất        | Tường Vi        | Đề cử     | [ 9 ]     |
| 2019 | Ngôi Sao Xanh   | Nữ diễn viên truyền hình xuất sắc nhất        | Sam             | Đề cử     | [ 9 ]     |